# Maria-amazone
De Maria-amazone (Amazona oratrix tresmariae) is een amazonepapegaai uit de familie Psittacidae (papegaaien van Afrika en de Nieuwe Wereld). 

## Verspreiding en leefgebied
Deze ondersoort is endemisch op de eilanden van de Tres Marías, een archipel in de Pacifische Oceaan ongeveer 100 km ten westen van het Mexicaanse vasteland.